# Manga de Clavo
Manga de Clavo fue una de las propiedades más célebres y hacienda predilecta de Antonio López de Santa Anna, un lugar de carácter histórico de la primera mitad del siglo XIX donde habitó y se fraguaron decisiones que definieron la vida nacional de su tiempo, fungiendo prácticamente como casa de gobierno. Durante la intervención estadounidense de 1847-1848, fue incendiada y parcialmente destruida por el ejército invasor sin que volviera jamás a ser restaurada. 
Imposible pensar en Santa Anna sin pensar en Manga de Clavo.

## Historia
Santa Anna adquirió la hacienda de Manga de Clavo en 1825, durante los años en que creció su influencia en la región —ocupando distintos puestos, incluyendo la presidencia de la República en seis distintas ocasiones, entre 1833 y 1855— la engrandeció en extensión y belleza, manteniendo una privilegiada ubicación estratégica con respecto a su entorno no solo geográfico, sino también militar, político y comercial.
Estando en posesión de múltiples rancherías dedicadas a la ganadería, la producción económica de sus propiedades rendía a toda el área entre el puerto de Veracruz y Jalapa, colocada justo en la bifurcación de caminos más importantes que conducían hacia la Ciudad de México, ya sea por el camino real a Jalapa o el camino a Orizaba.
Precisamente, es en los terrenos de Manga de Clavo donde fue sepultada la pierna izquierda del general Santa Anna, la cual perdió después de haber sido malherido en el muelle del puerto de Veracruz el 5 de diciembre de 1838, durante el conflicto de la Primera Intervención francesa. Permaneció en la hacienda hasta que se decidió su traslado al cementerio de Santa Paula, siendo depositada con honores en una urna en el aniversario de la consumación de la Independencia, el 27 de septiembre de 1842.

Para Santa Anna éste era un sitio de descanso, diversión y placer, idóneo para la intriga y la conspiración, así como refugio en la adversidad y la derrota. Infinidad de veces tomó el camino hacia Manga de Clavo desde la capital mexicana, escabulléndose de la responsabilidad de gobernar, abandonando el poder presidencial solo para volver a la tranquilidad de la costa veracruzana. 
A Santa Anna el destino le fue ingrato, le traicionó, mostrándole que la línea en el horizonte era una ilusión, permitiendo que se trasladara hasta donde su vanidad, voluntad y ambición pudieran resolverle y que al llegar, cruzando el umbral en el límite, tenía que volver irremediablemente al punto de partida. Este Sísifo mexicano se encontró en una dimensión perdida, en la repetición, recorriendo una y otra vez los caminos entre Palacio Nacional y Manga de Clavo, atrapado en el eterno retorno sin manera de romper el maleficio.

Entre los personajes extranjeros más importantes que visitaron Manga de Clavo se encuentra la marquesa Calderón de la Barca, esposa de Ángel Calderón de la Barca, ministro plenipotenciario de España en México de 1839 a 1842. En su libro La vida en México describe el trayecto hecho desde Veracruz hasta Manga de Clavo y el recibimiento que tuvo de Santa Anna y su familia, siendo de los pocos testimonios que existen de la hacienda:
A eso de las cinco llegamos a Manga de Clavo, después de pasar durante leguas a través de su jardín natural que es propiedad de Santa Anna. La casa es hermosa, de graciosa apariencia y muy bien cuidada. Fuimos recibidos por un ayudante uniformado y varios oficiales, y conducidos a una estancia amplia, fresca y agradable, amueblada con parquedad [...] Poco después hizo su entrada el general Santa Anna en persona. Muy Señor, de buen ver, vestido con sencillez, con una sombra de melancolía en el semblante [...] De color cetrino, hermosos ojos negros de suave y penetrante mirada, e interesante la expresión de su rostro. Vimos después las dependencias y las oficinas; no hay jardines, pero él mismo (Santa Anna) decía que todas las doce leguas que le pertenecen son su jardín.
Si bien la importancia de este sitio empezó a declinar con motivo de la muerte de María Inés de la Paz García y la invasión de Estados Unidos, los alzamientos que iniciaron con el pronunciamiento del Plan de Ayutla marcaron su destino, al mismo tiempo forzando la caída del gobierno y exilio definitivo de Santa Anna en 1855; y así, pronto, Manga de Clavo se fue extraviando del paisaje y la memoria.

Posteriormente, aunque existen indicios sobre la supervivencia del conjunto hacendario en la última década del siglo XIX, la ruina total pudo haberse sobrevenido con las políticas agrarias de la Revolución mexicana, lucha social que acabó con los grandes latifundios, fraccionando las extensísimas tierras de los hacendados, en muchos casos reducidas sólo a su casco o casa principal; por lo tanto, puede inferirse que entre los años de 1920 y 1940 se aceleró su proceso de desaparición, consumiéndose hasta quedar enterrada en el inconsciente nacional.

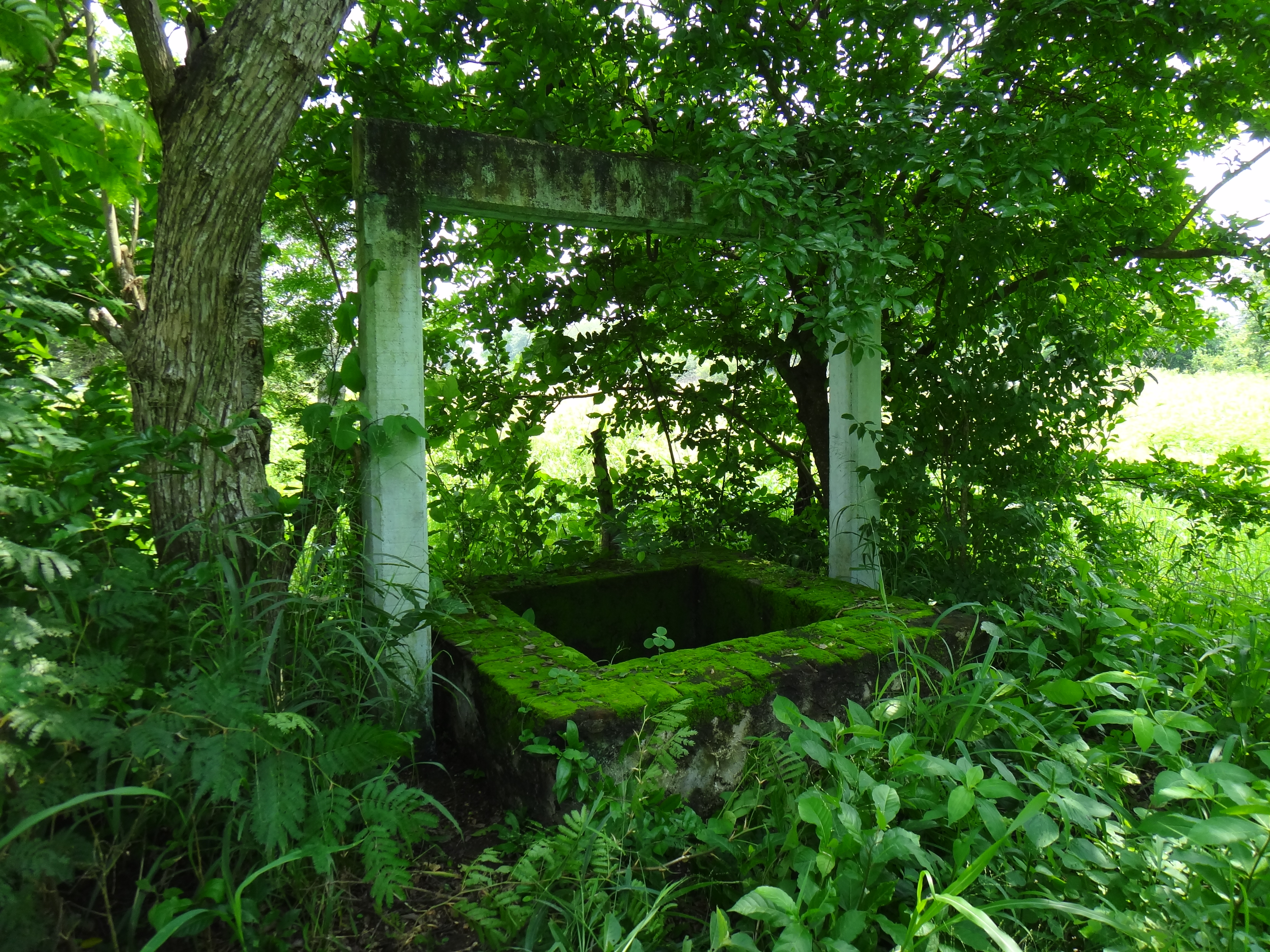
Vista del pozo de Manga de Clavo (Fotografía: Hugo Fernández de Castro, 2014)

## Ubicación
A principios del siglo XX, de los restos de Manga de Clavo se originó el pueblo de Vargas, el cual creció irregularmente alrededor de la hacienda, apropiándose de la piedra y haciendo desaparecer indicios de su verdadera traza. De esta manera, la casa grande y las construcciones adyacentes fueron destruyéndose poco a poco hasta que solo quedaron ruinas al nivel del piso, dejando prácticamente de existir.
Esta circunstancia ha originado que no pueda ubicarse el sitio exacto donde se encontraba y que información falsa sea difundida por cronistas entusiastas del tema y lugareños de la región en torno al emplazamiento original de la hacienda, tanto en libros de historia como en archivos, páginas electrónicas y redes sociales, igual que en el ámbito académico e intelectual, siendo confundida con otras fincas de las que Santa Anna también era dueño y aún persisten de manera visible, principalmente El Lencero, en los linderos de Jalapa, y las ruinas de una residencia y cuartel en la cercanía de Puente Nacional.

El sitio se localiza a 31 kilómetros del puerto de Veracruz, en el municipio y estado del mismo nombre, solo le sobreviven algunos cimientos, un pozo y piedras disgregadas entre el caserío, vestigios que Roberto Williams García, académico e investigador del entorno cultural veracruzano, pudo visitar en 1967:
...pregunté por Manga de Clavo y me la señalaron a unos doscientos metros de la vía férrea; aledaña a unas casuchas de madera, dentro de una maleza de poco espesor y poca altura [...] Cerca está “el pozo de Santa Anna”, sin brocal y de veintiún metros de profundidad, a cuya mitad —informaron— hubo una especie de puerta. Tal vez daba acceso a un pasadizo, a un túnel...